# Nelsonia
Nelsonia (Merriam, 1897) è un genere di roditori della famiglia dei Cricetidi.

## Descrizione

### Dimensioni
Al genere Nelsonia appartengono roditori di piccole dimensioni, con lunghezza della testa e del corpo tra 120 e 130 mm e la lunghezza della coda tra 105 e 130 mm.

### Caratteristiche craniche e dentarie
Il cranio è appiattito e presenta un rostro sottile, le arcate zigomatiche robuste e i fori palatali grandi e ampi. I molari hanno l'aspetto di prismi alternati, il terzo molare superiore ha una sola rientranza sul lato esterno che divide quasi in due il dente, il secondo molare inferiore ha una rientranza su ogni lato.
Sono caratterizzati dalla seguente formula dentaria:

### Aspetto
La pelliccia soffice, le parti dorsali sono bruno-grigiastre talvolta con dei riflessi giallo-brunastri, i fianchi sono più chiari e rossastri mentre le parti ventrali e le zampe sono bianchi. Il muso è appuntito e sono talvolta presenti degli anelli nerastri intorno agli occhi. Le vibrisse sono notevolmente lunghe. Le orecchie sono grandi e rotonde. I piedi sono grandi. La coda è lunga circa quanto la testa ed il corpo, è tozza e termina con un ciuffo di peli. Si ritiene che, sulla base dei tratti cromosomici e molecolari, sia tra i Muroidei più primitivi.

## Distribuzione
Si tratta di roditori terricoli diffusi in Messico.

## Tassonomia
Il genere comprende 2 specie.
- Nelsonia goldmani
- Nelsonia neotomodon